# Aristolochia weddellii
Aristolochia weddellii är en piprankeväxtart som beskrevs av Pierre Étienne Simon Duchartre. Aristolochia weddellii ingår i släktet piprankor, och familjen piprankeväxter. Utöver nominatformen finns också underarten A. w. rondoniana.